# Reichenauer Pfalz
Die Reichenauer Pfalz ist eine abgegangene Pfalz in der Gemeinde Reichenau im Landkreis Konstanz in Baden-Württemberg auf der Insel Reichenau.
Die Pfalz wurde vom Abt des Klosters Reichenau Witegoto von Reichenau um 990 erbaut. 1312 und im 16. Jahrhundert erhielt die Pfalz einen Neubau, 1824 wurde sie abgebrochen. Von der Pfalzanlage, an deren Stelle sich später das Gasthaus Kaiserpfalz befunden hat, haben sich obertägig keine baulichen Reste erhalten.